# Aéroport de Simikot
L'aéroport de Simikot (code IATA : IMK • code OACI : VNST) est un aéroport desservant la ville de Simikot au Népal.

## Situation
| \| 100 km1:3 095 000 \| Bajura Bhadrapur Bhâratpur Bhojpur Biratnagar Dhangadhi Dolpa Janakpur Jomsom Jumla Katmandou Lamidanda Lukla Manang Meghauli Nepalganj Phaplu Pokhara Ramechhap Rukumkot Rumjatar Simara Siddharthanagar Simikot Surkhet Talcha Taplejung Thamkharka Tumlingtar Dang |
| 100 km1:3 095 000 |

## Installations
L'aéroport se situe à 2 818 mètres d'altitude. Il possède une unique piste de 549 mètres de long, orientée 10/18.

## Compagnies et destinations
| Compagnies     | Destinations |
| -------------- | ------------ |
| Nepal Airlines | Nepalganj    |
| Goma Air       | Nepalganj    |
| Tara Air       | Nepalganj    |